# Agregação do ensino secundário (França)

Em França, os concursos para a agregação do ensino secundário são concursos utilizados para recrutar professores associados para o ensino secundário,   ou nas faculdades.

## Procedimento d concurso
Os concursos de recrutamento externo e interno são organizados por secções (disciplinas), que podem incluir opções. As secções e opções em que os concursos são abertos, bem como os procedimentos de organização dos concursos, são fixados anualmente por despacho conjunto do Ministro da Educação Nacional e do Ministro responsável pela Função Pública.
A agregação externa e interna
É feita uma distinção entre:
A agregação externa, para aqueles que não são funcionários públicos (por exemplo, estudantes que pretendem se tornar professores). Ela está aberta a residentes franceses ou europeus, titulares de um nível bac + 5.
A agregação interna, para aqueles que já são funcionários públicos (na maioria das vezes, os candidatos já são professores e estão procurando progredir em suas carreiras). Ela está reservada aos funcionários públicos que comprovem cinco anos de antiguidade ao serviço do Estado.

### Provas
O concurso é composto de testes escritos de elegibilidade e de provas orais de admissão.

## Lista de agregações do ensino secundário
Há um total de 19 seções, várias das quais divididas em especialidades (em particular a seção de línguas estrangeiras modernas), que dá 47 menções diferentes.

### O ensino de línguas modernas
- Agregação de língua estrangeira viva :
  - agregação alemã
  - agregação em inglês
  - Agregação árabe
  - Agregação chinesa
  - Agregação Espanhola
  - Agregação Hebraica Moderna
  - Agregação italiana
  - Agregação Japonesa
  - Agregação de polonês[3]
  - Agregação Portuguesa
  - Agregação holandesa
  - Agregação de russo
- Agregação de línguas da França,[4][5] :
  - Opção bretã (primeira competição em 2018)
  - Opção da Córsega (primeira competição em 2018)
  - Opção Occitan-Langue d'Oc (primeira competição em 2018)
  - Opção basca (primeira competição prevista para 2019)
  - Opção catalã (primeira competição prevista para 2019)
  - Opção crioula (primeira competição prevista para 2020)
  - Opção do Taiti (primeira competição prevista para 2020)

### Ensino de letras e ciencias sociais
- Agregação Geográfica
- Agregação gramatical
- Agregação de histórico
- Agregação de clássicos
- Agregação de letras modernas
- Agregação de Filosofia
- Agregação de Ciências Econômicas e Sociais

### Educação básica de ciências
- Agregação Matemática
- Agregação de Ciências da Vida - Ciências da Terra e do Universo
- Agregação de ciências físicas
  - opção física
  - opção de química
  - opção física aplicada
  - opção processos físico-químicos
- Agregação de computação

### Educação em Ciências Aplicadas
- Agregação de bioquímica - engenharia biológica
- Agregação de economia e gestão :
  - Opção A : administração e recursos humanos,
  - Opção B : finanças e controle,
  - Opção C : marketing,
  - Opção D : sistema de informação,
  - opção E : produção de serviços.
- Agregação de Ciências da Engenharia Industrial :
  - opção de engenharia de construção
  - opção de engenharia elétrica
  - opção de engenharia mecânica
  - opção de engenharia da computação
- Agregação de ciências médico-sociais

### Ensinamentos de artes
- Agregação de artes :
  - opção de artes aplicadas
  - opção de artes visuais
- agregação de música

### ensino de educação física
- Agregação de educação física e esportes

### Artigos relacionados
- sistema de ensino francês
- Certificado de aptidão para lecionar no ensino médio
- Certificado de aptidão para lecionar ensino técnico
- Certificado de aptidão para o ensino médio profissional
- Professor Associado do Ensino Médio
- serviço civil francês